# تعطیلات

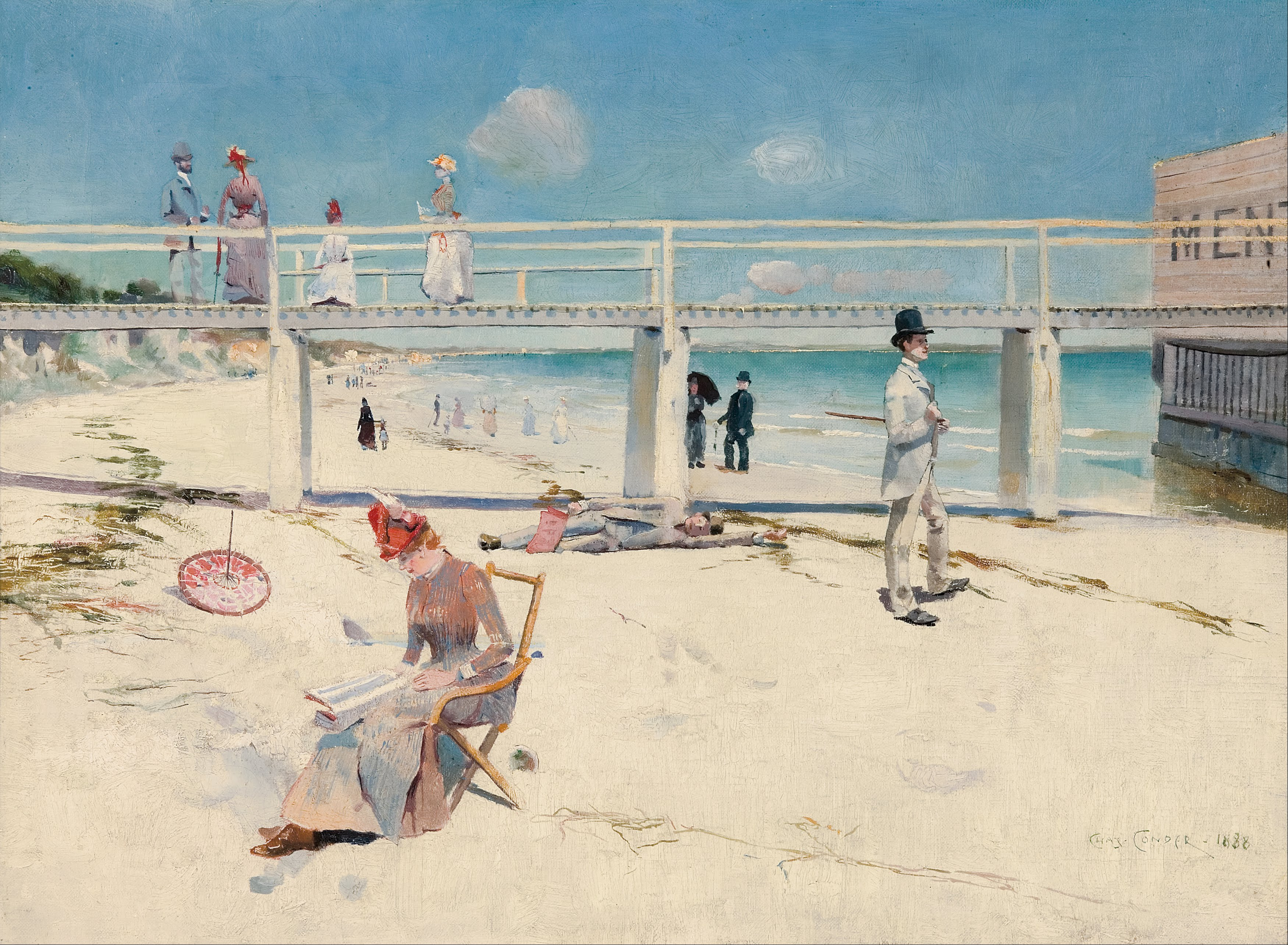
تعطیلات در منتون اثر چارلز کوندر

تَعطیلات به روزهایی که مردم یا گروهی از کار و پیشه مرخصی داشته و آزادند گفته می‌شود. در سالنمای همه کشورها روزهایی که بیشتر سالگرد یا زادروز بزرگان است به عنوان روزهای تعطیل نهادینه شده‌است.
از مهم‌ترین تعطیلات هر کشور می‌توان به جشن‌های آغاز سال، روز استقلال و روزهای تولد یا مرگ شخصیت‌های مهم، تعطیلات فصلی مثل تعطیلات تابستان، تعطیلات ترم دانشگاه و مدرسه اشاره کرد.

## کار
دو سوم مردم موقع تعطیلات هنوز کار می‌کنند.

## نگارخانه

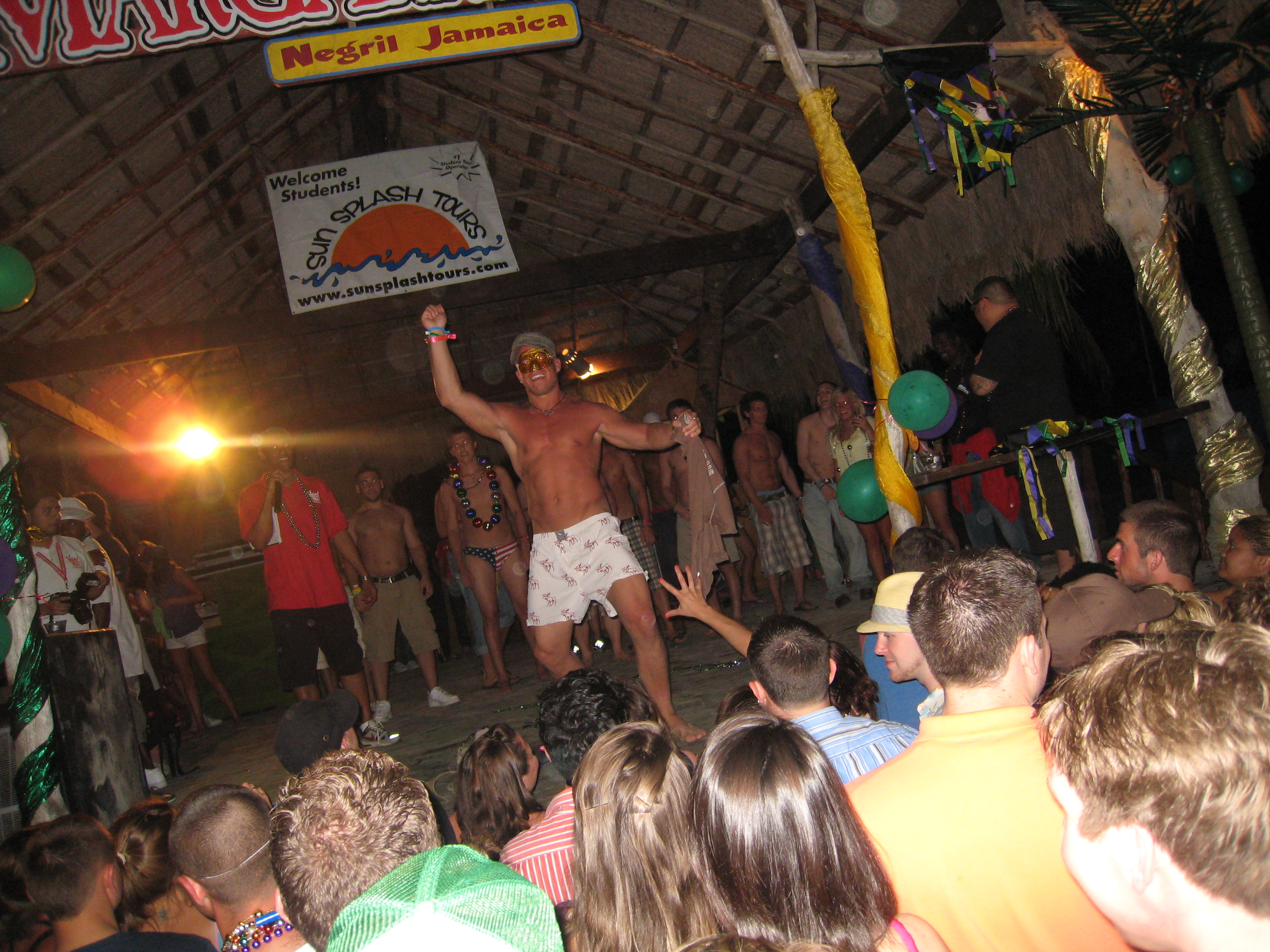
تعطیلات در جهان غرب